# 腓特烈·奧古斯特二世 (薩克森國王)
弗里德里希·奥古斯特二世（Friedrich August II，1797年5月18日—1854年8月9日），全名弗里德里希·奥古斯特·阿尔贝特·玛利亚·克莱门斯·约瑟夫·文森茨·阿洛易斯·奈波穆克·约翰·巴普蒂斯塔·尼库劳斯·拉斐尔·彼得·克萨韦尔·弗朗茨·德·保拉·文奈安提乌斯（Friedrich August Albert Maria Clemens Joseph Vincenz Aloys Nepomuk Johann Baptista Nikolaus Raphael Peter Xaver Franz de Paula Veneantius），第三任萨克森国王（1836年 - 1854年）。萨克森王子馬克西米利安（Maximilian，萨克森选侯弗里德里希·克里斯蒂安第六子）的长子，母亲是帕尔马公主卡洛琳娜·玛利亚·特蕾萨·朱塞帕（CAROLINA Maria Teresa Giuseppa）。前任国王安東是他的伯父。

## 祖先
弗里德里希·奥古斯特二世的祖辈详见下表：
| 萨克森国王弗里德里希·奥古斯特二世 | 父亲： 萨克森亲王马克西米利安  | 祖父： 萨克森选侯弗里德里希·克里斯蒂安        | 祖父之父： 波兰国王、萨克森选侯弗里德里希·奥古斯特二世                               |
| 萨克森国王弗里德里希·奥古斯特二世 | 父亲： 萨克森亲王马克西米利安  | 祖父： 萨克森选侯弗里德里希·克里斯蒂安        | 祖父之母： 奥地利女大公玛利亚·约瑟法                                                 |
| 萨克森国王弗里德里希·奥古斯特二世 | 父亲： 萨克森亲王马克西米利安  | 祖母： 巴伐利亚公主玛丽娅·安东尼娅·瓦尔普吉斯 | 祖母之父： 神圣罗马帝国皇帝、巴伐利亚选侯查理七世                                    |
| 萨克森国王弗里德里希·奥古斯特二世 | 父亲： 萨克森亲王马克西米利安  | 祖母： 巴伐利亚公主玛丽娅·安东尼娅·瓦尔普吉斯 | 祖母之母： 奥地利女大公玛利亚·阿玛丽埃                                               |
| 萨克森国王弗里德里希·奥古斯特二世 | 母亲： 波旁-帕尔马公主卡洛琳娜 | 外祖父： 帕尔马公爵费迪南多一世               | 外祖父之父： 西班牙王子、帕尔马公爵菲利波一世                                        |
| 萨克森国王弗里德里希·奥古斯特二世 | 母亲： 波旁-帕尔马公主卡洛琳娜 | 外祖父： 帕尔马公爵费迪南多一世               | 外祖父之母： 法国公主伊丽莎白                                                        |
| 萨克森国王弗里德里希·奥古斯特二世 | 母亲： 波旁-帕尔马公主卡洛琳娜 | 外祖母： 奥地利女大公玛利亚·阿玛丽埃          | 外祖母之父： 神圣罗马帝国皇帝弗朗茨一世                                              |
| 萨克森国王弗里德里希·奥古斯特二世 | 母亲： 波旁-帕尔马公主卡洛琳娜 | 外祖母： 奥地利女大公玛利亚·阿玛丽埃          | 外祖母之母： 神圣罗马帝国皇后、奥地利女大公、波希米亚女王、匈牙利女王玛丽娅·特蕾西娅 |

## 生平
弗里德里希·奥古斯特二世以军官的身份参加了反法同盟，可他对战争几乎没有一点兴趣。出于君主的义务，他更有兴趣解决政治问题。1819年，他与奥地利皇帝法蘭茲一世之女瑪麗亞·卡羅琳结婚。1832年瑪麗亞·卡羅琳去世，他续娶了巴伐利亚国王马克西米利安一世之女瑪麗亞·安娜。两次婚姻都没有子嗣。1830年，他的父亲马克西米利安放弃了王位继承权，他成了萨克森王储，并于1836年从伯父安東那里继承了他从1831年就开始主导命运的国家和政府。1842年，弗里德里希·奥古斯特二世被英国国王授予嘉德勋章。

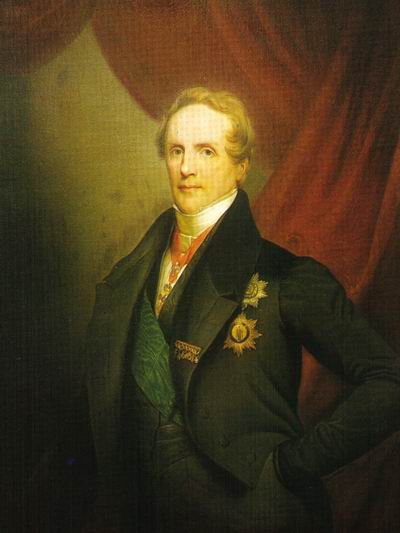
萨克森国王弗里德里希·奥古斯特二世

作为一个拥有智慧的人，国王很快博得了人民的爱戴。他在位时期发布了一些自由的法令。1848年革命初期，国王任命了一些有自由主义思想的大臣组阁，完善审查制度并发布一部更自由的选举法。但不久，随着革命的升级，国王的态度有了变化，他反对君主立宪制并解散了萨克森议会。民众甚至市政卫兵都普遍要求国王签署宪法，国王对此持强硬政策，请求普鲁士军队的武装干涉。1849年5月3日，国王解散了市政卫兵，但城镇议员要求他们反抗普鲁士的武装干涉，这导致了五月起义。国王出逃。
被解散的议会的三名成员成了革命的领袖，组成了临时政府。由于普鲁士军队的武装干涉，革命政府军很快被打败。国王重新回到德累斯顿。革命导致许多人流亡，也给政治体制带来了轻微的震动。

## 弗里德里希·奥古斯特二世时期的萨克森首相
- 博恩哈德·奥古斯特·冯·林德瑙（Bernhard August von Lindenau），任期：1830年9月13日—1843年9月
- 尤利乌斯·特劳戈特·雅各布·冯·科讷利茨（Julius Traugott Jakob von Könneritz），任期：1843年9月—1848年3月13日
- 亚历山大·卡尔·赫尔曼·布劳恩（Alexander Karl Hermann Braun），任期：1848年3月16日—1849年2月24日
- 古斯塔夫·弗里德里希·赫尔德（Gustav Friedrich Held），任期：1849年2月24日—5月2日
- 斐迪南·津斯基（Ferdinand Zschinsky），任期：1849年5月2日—1858年10月28日

## 其他
腓特烈·奥古斯特二世于1854年去世，葬于德累斯顿宫廷教堂。他没有子嗣，王位由弟弟约翰继承。

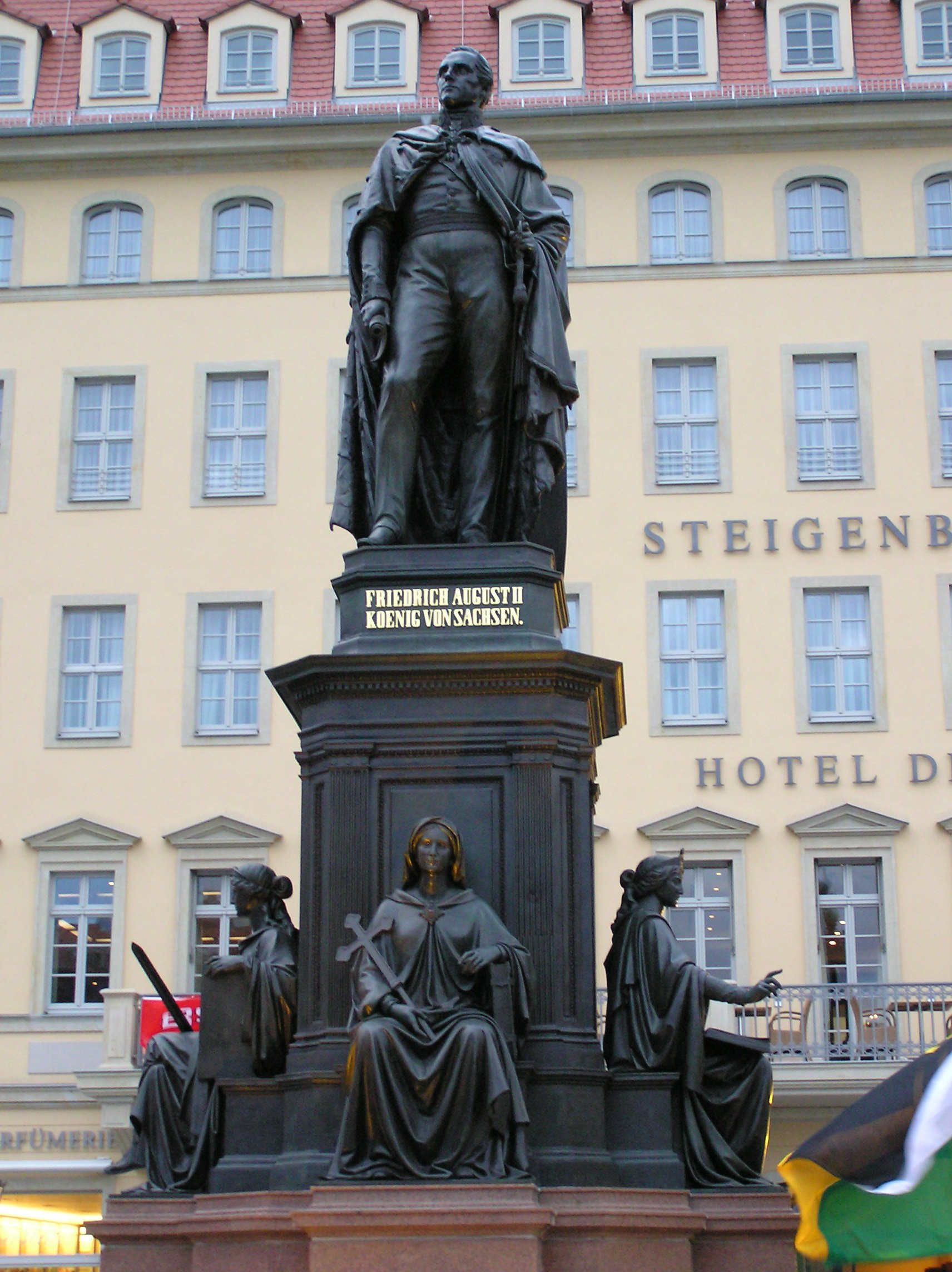
德勒斯登腓特烈·奥古斯特二世的塑像

腓特烈·奥古斯特二世还是作曲家理查德·瓦格纳的早期赞助人。
| 腓特烈·奧古斯特二世 (薩克森國王) 韋廷王朝出生于：1797年5月18日逝世於：1854年8月9日 | 腓特烈·奧古斯特二世 (薩克森國王) 韋廷王朝出生于：1797年5月18日逝世於：1854年8月9日 | 腓特烈·奧古斯特二世 (薩克森國王) 韋廷王朝出生于：1797年5月18日逝世於：1854年8月9日 |
| 統治者頭銜                                                                         | 統治者頭銜                                                                         | 統治者頭銜                                                                         |
| ---------------------------------------------------------------------------------- | ---------------------------------------------------------------------------------- | ---------------------------------------------------------------------------------- |
| 前任者： 安東                                                                      | 薩克森國王 1836年—1854年                                                           | 繼任者： 約翰                                                                      |